# InterContinental Hotels Group

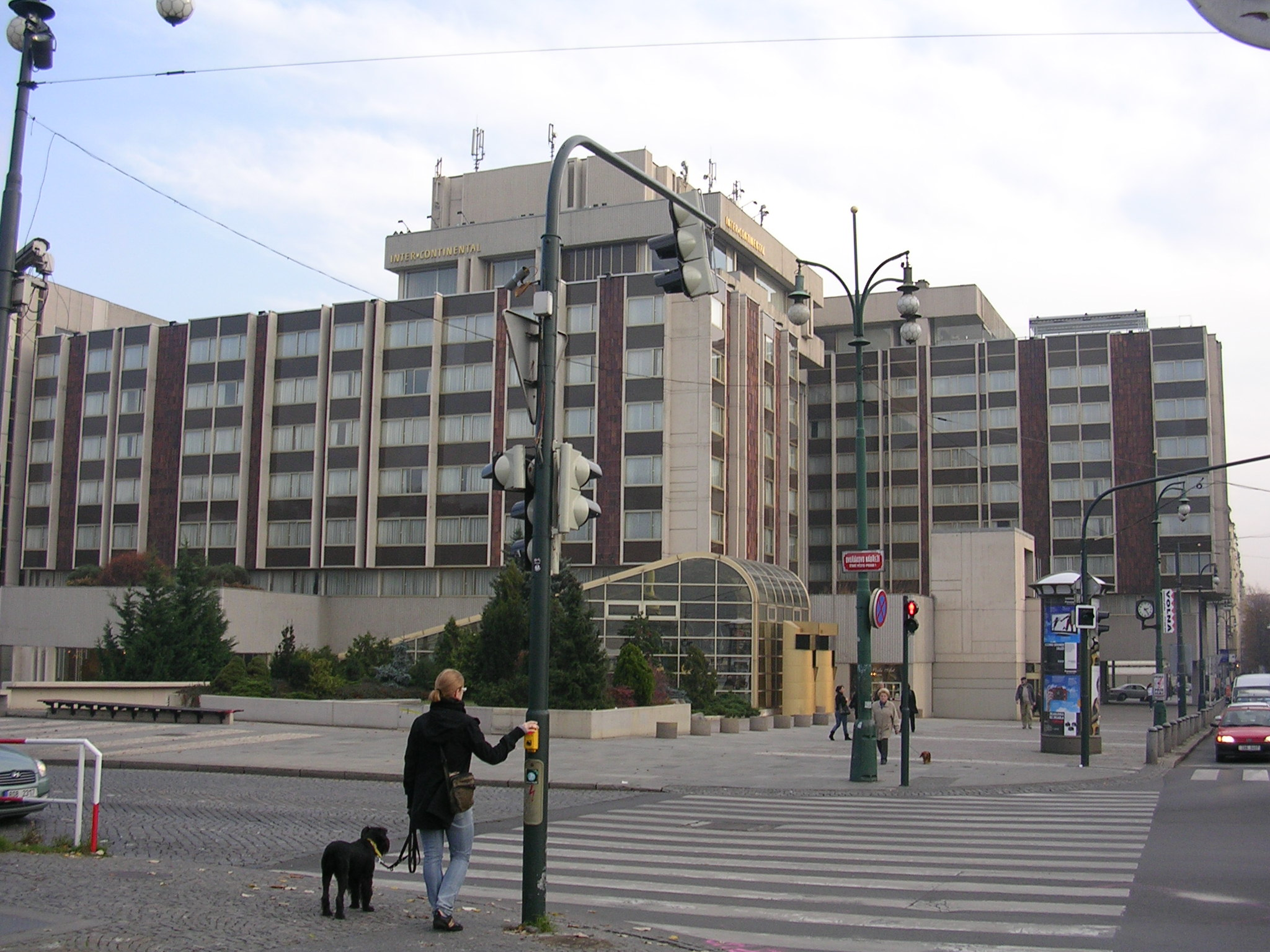
Hotel InterContinental Praha

InterContinental Hotels Group je hotelová společnost provozující sedm hotelových značek: InterContinental, Crowne Plaza, Hotel Indigo, Holiday Inn, Holiday Inn Express, Staybridge Suites a Candlewood Suites. IHG také provozuje Priority Club Rewards.
InterContinental Hotels Group provozuje hotely třemi různými způsoby. První je soukromé vlastnictví, kdy IHG vlastní 16 hotelů. Druhým způsobem je řízení vlastními zdroji, kdy IHG obsadí managerské funkce vlastním personálem. Třetí způsob je pomocí franšízy, kdy IHG poskytne provozovatelům hotelů značku, marketing a distribuci.

## Historie společnosti
Původ IHG lze vysledovat už od roku 1777, kdy William Bass založil pivovar v Burton-on-Trent.
- 1862 – zahajuje provoz InterContinental Le Grand Paris
- 1946 – zakládá Panamerica Airlines korporaci InterContinental Hotels
- 1946 – začíná hlavní expanze prvního mezinárodního hotelového řetězce
- 1954 – Holiday Inn nabízí jako první franšízově svou značku, to vede k masivnímu růstu na celém světě
- 1956 – Holiday Inn je první hotelová společnost, která dosáhne 300 000 pokojů na celém světě[zdroj⁠?!]

## Hotelové značky

### InterContinental Hotels &Resorts
InterContinental Hotels &Resort – je nejprestižnější značka společnosti. Hotely se nacházejí ve velkých městech ve více než 60 zemích světa. Nabízí nejvyšší úroveň služeb ve 158 hotelech s 54 096 pokoji.

### Crowne Plaza
Crowne Plaza – je mezinárodní značka nabízející ubytování určené pro náročnou obchodní klientelu a volnočasové cestující, kteří si váží jednoduché elegance. Ve více než 60 zemích světa nabízí Crowne Plaza 375 hotelů s 98 691 pokoji.[zdroj⁠?!]

### Indigo Hotel
Indigo Hotel – je inovativní značka určená pro cestující hledající individuální přístup a stylově zařízené boutique hotely. 28 hotelů s 3286 pokoji se nacházejí v městském prostředí či příměstských oblastech v blízkosti podniků, restaurací a zábavných míst ve Spojených státech.

### Holiday Inn
Holiday Inn – je značka nabízející přátelský servis, moderní vybavení s vysokou hodnotou. Je určena pro obchodní klientelu i pro hosty přijíždějící za využitím volného času. Pod značkou Holiday Inn je 1319 hotelů s 241 406 pokoji v malých i velkých městech, v okolí důležitých cest a mezinárodních letišť.

### Holiday Inn Express (nebo Express by Holiday Inn)
Holiday Inn Express (nebo Express by Holiday Inn) – je nejrychleji rostoucí značka ve své třídě.[zdroj⁠?!] Nabízí v 2018 hotelech s 182 456 pokoji nekomplikované prostředí, pohodlí a komfort.

### Staybridge Suites
Staybridge Suites – je značka označující speciální hotelové služby pro hosty, kteří vyhledávají dlouhodobé bydlení při obchodních cestách nebo při trávení dlouhodobé dovolené. (167 hotelů, 18 299 pokojů)

### Candelewood Suites
Candelewood Suites – je určena pro pracovně cestující hosty, kteří využívají hotel pouze k přespání. Je určen pro dlouhodobé i krátkodobé pobyty v nenáročném stylovém prostředí. (229 hotelů, 22916)